# آژانس دفاعی اروپا
آژانس دفاعی اروپا (انگلیسی: European Defence Agency) آژانسی از اتحادیه اروپا است که ادغام بین کشورهای عضو را در چارچوب سیاست مشترک امنیتی و دفاعی اتحادیه اروپا ترویج و تسهیل می‌کند. آژانس دفاعی اروپا توسط نماینده عالی اتحادیه اروپا در سیاست خارجی و امور امنیتی و معاون رئیس کمیسیون اروپا رهبری می‌شود و به شورای اتحادیه اروپا گزارش می‌دهد. آژانس دفاعی اروپا در ۱۲ ژوئیه ۲۰۰۴ تأسیس شد و به همراه تعدادی دیگر از نهادهای مشترک امنیتی و دفاعی اتحادیه اروپا در بروکسل، بلژیک مستقر است.

کلیه کشورهای عضو اتحادیه اروپا در این آژانس شرکت دارند. آژانس دفاعی اروپا و سرویس اقدام خارجی اروپا، از جمله ستاد نظامی اتحادیه اروپا، با هم دبیرخانه همکاری ساختاریافته دائمی را تشکیل می‌دهند، ادغام ساختاری که از سال ۲۰۱۷ توسط ۲۶ عضو از ۲۷ نیروی مسلح ملی اتحادیه اروپا دنبال می‌شود.